# António Nazaré Pereira
António da Silva Pinto de Nazaré Pereira (ur. 17 grudnia 1953 w Lizbonie) – portugalski agronom, nauczyciel akademicki i polityk, poseł do Zgromadzenia Republiki.

## Życiorys
W 1976 ukończył inżynierię rolnictwa na Universidade Técnica de Lisboa, następnie został absolwentem wydziału nauk i technologii Universidade Nova de Lisboa. Doktoryzował się w 1992 na UTAD. Został nauczycielem akademickim na Universidade Católica Portuguesa i na uczelni UTAD, gdzie w 1994 objął stanowisko profesorskie.
Zaangażował się w działalność polityczną w ramach Partii Socjaldemokratycznej. W latach 1999–205 przez dwie kadencje sprawował mandat posła do Zgromadzenia Republiki. Jako zastępca członka reprezentował krajowy parlament w Konwencie Europejskim. Od 2005 do 2007 pełnił funkcję wiceburmistrza miejscowości Vila Real. W 2008 został przewodniczącym rady doradczej przy Tradição e Qualidade, organizacji zajmującej się certyfikacją produktów regionalnych.